# Тигранян, Эдмонд Арменович
Эдмо́нд Арме́нович Тиграня́н (арм. Էդմոնդ Արմենի Տիգրանյան; 9 [22] марта 1911 — 21 декабря 1994) — армянский советский архитектор. Заслуженный строитель Армянской ССР. Доктор архитектуры, профессор Ереванского политехнического института. Сын композитора Армена Тиграняна.

## Биография
- В 1937 году окончил Ленинградский институт коммунального строительства.
- В 1937—1940 годах работал в Тбилиси.
- С 1939 года член Союза архитекторов СССР.
- В 1940—1950 годах работал в архитектурных мастерских Ергорсовета.
- В 1950—1958 годах работал в Республиканском проектном институте, а в 1958—1965 — в Армгоспроекте.

## Основные работы
Комплекс ЕГУ, железнодорожный вокзал, аэровокзал западного аэропорта.

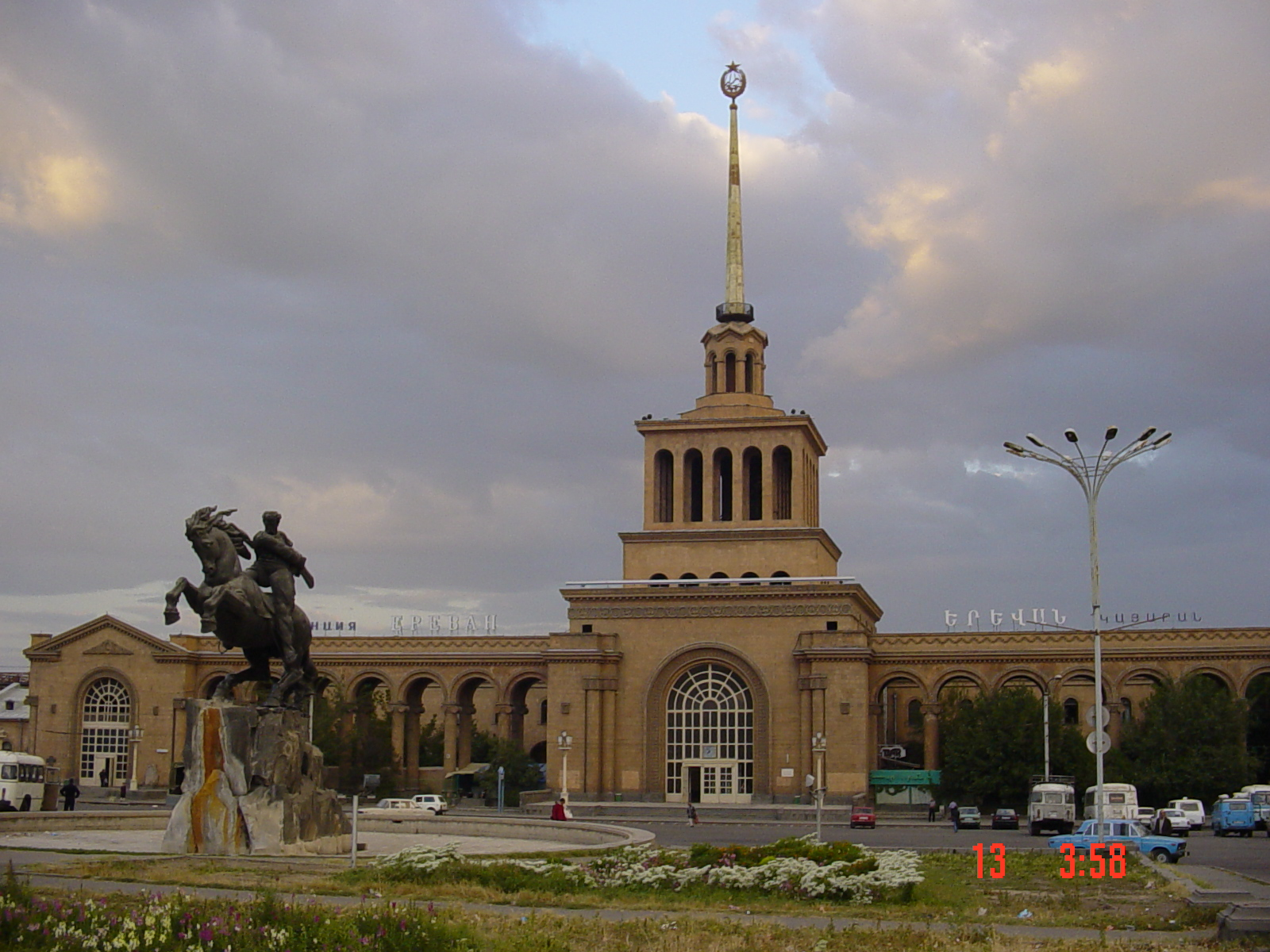
Здание железнодорожного вокзала в Ереване
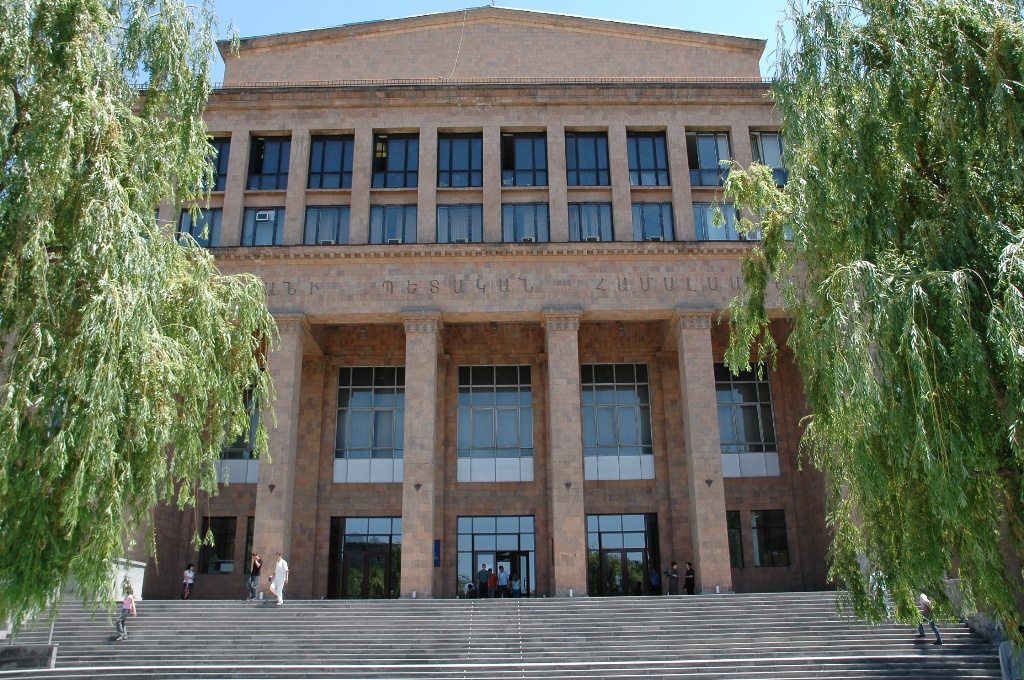
Главный корпус ЕГУ